# Seinsheim (gmina)
Seinsheim – gmina targowa w Niemczech, w kraju związkowym Bawaria, w rejencji Dolna Frankonia, w regionie Würzburg, w powiecie Kitzingen, wchodzi w skład wspólnoty administracyjnej Marktbreit. Leży w Steigerwaldzie, około 12 km na południowy wschód od Kitzingen.

## Dzielnice
W skład gminy wchodzą następujące dzielnice: Iffigheim, Seinsheim, Wässerndorf, Tiefenstockheim i Winkelhof.

## Zabytki i atrakcje
- ratusz z XVII w
- Kościół pw. św. Piotra i Pawła (St. Peter und Paul) wybudowany w latach 1810 – 1814
- cmentarz
- zamek Seinsheim
- pomnik Maryi Immaculata przy ulicy Frankenstrasse